# 정비원
정비원(鄭飛源, 1960년 1월 15일~)은 대한민국의 은퇴한 복싱 선수이다. 1986년 4월 27일부터 1986년 8월 2일까지 국제 복싱 연맹(IBF) 플라이급 챔피언이다. 정비원은 1982년 2월 27일 서울특별시 문화체육관에서 프로 데뷔를 했다.